# Leucochlaena aenigma
Leucochlaena aenigma är en fjärilsart som beskrevs av Elliot C.G. Pinhey 1968. Leucochlaena aenigma ingår i släktet Leucochlaena och familjen nattflyn. Inga underarter finns listade i Catalogue of Life.